# Portrait de madame Brunet
Portrait de madame Brunet est une huile sur toile réalisée par Édouard Manet en 1861-1863, acquise en 2011 par le J. Paul Getty Museum  de Los Angeles, aux États-Unis . Le tableau appartenait jusque-là à une collection particulière de New York, et ses dimensions, qui étaient de 130 × 98 cm ont été rectifiées : 132 × 100 cm. 

## Le tableau
Intitulé Portrait de Mme B.  par Manet lors de son exposition en 1867, Moreau-Nélaton y fait référence en l'intitulant La Parisienne de 1862. Tabarant, qui affirme que le modèle est Madame Brunet, née Penne, appelle la peinture La Femme au gant. En 1902, la toile est intitulée, par Théodore Duret, Jeune dame en 1860.

## Le modèle et l'accueil du tableau
On ne peut identifier le modèle avec certitude. L'époux de madame Brunet  était peut-être le sculpteur Eugène Cyrille Brunet. Selon Duret,la personne n'était pas jolie, et bien que Manet l'ait rendue plus belle que nature, elle se mit à pleurer lorsqu'elle  se vit sur la toile. Le format de la toile a été modifié par Manet, il a rajouté le fond plus tard.
Comme toujours, Manet fut l'objet de lazzis de la part des caricaturistes. Gilbert Randon dans le Journal amusant du 29 juin 1867 fit une caricature avec la légende « je ne dis pas  que ce soit joli, mais cette pauvre dame, comme son amour-propre doit souffrir de se voir affichée ainsi ». Une autre caricature anonyme du même tableau se retrouve dans le fonds Moreau-Nélaton.

## Provenance
Ce tableau refusé par le modèle était resté dans l'atelier de Manet. On le trouve au no 14 de  l'inventaire sous le titre Femme au gant, mode de mille huit cent cinquante. Il figure sous le titre Jeune dame en 1860 lors de la vente Manet en 1884. Peu après la vente, Durand-Ruel le vend à Jacques-Émile Blanche qui se défait du tableau en 1930 environ à la galerie Knoedler de Paris. Cette toile est ensuite acquise par Mme Charles S. Payson née Joan Witney. Il va rejoindre les maîtres anciens et les impressionnistes de la collection Payne Whitney, avant d'être acquis en 2011 par le J. Paul Getty Museum.